# Tomislav Ćorić
Tomislav Ćorić (ur. 17 listopada 1979 w Metkoviciu) – chorwacki polityk, ekonomista i nauczyciel akademicki, poseł do Zgromadzenia Chorwackiego, od 2016 do 2017 minister pracy i systemu emerytalnego, w latach 2017–2020 minister ochrony środowiska i energii, a od 2020 do 2022 minister gospodarki i zrównoważonego rozwoju.

## Życiorys
Absolwent wydziału ekonomicznego Uniwersytecie w Zagrzebiu. Na tej samej uczelni uzyskał magisterium z zakresu finansów i bankowości (2004) oraz doktorat z ekonomii (2011). Od 2003 zawodowo związany z tą uczelnią jako nauczyciel akademicki.
Wstąpił do Chorwackiej Wspólnoty Demokratycznej, został przewodniczącym komitetu finansowego tej partii. W czerwcu 2016 objął mandat posła do Zgromadzenia Chorwackiego VIII kadencji w miejsce Davorina Mlakara. W wyborach w 2016 i 2020 z powodzeniem ubiegał się o poselską reelekcję.
W październiku 2016 objął stanowisko ministra pracy i systemu emerytalnego w rządzie Andreja Plenkovicia. W czerwcu 2017 w trakcie rekonstrukcji gabinetu przeszedł na stanowisko ministra ochrony środowiska i energii. W lipcu 2020 w drugim gabinecie dotychczasowego premiera powołano go na ministra gospodarki i zrównoważonego rozwoju.
Odszedł z rządu w kwietniu 2022 w związku z nominacją na zastępcę prezesa banku centralnego.